# Rhabdomastix leonardi
Rhabdomastix leonardi är en tvåvingeart som beskrevs av Alexander 1930. Rhabdomastix leonardi ingår i släktet Rhabdomastix och familjen småharkrankar. Inga underarter finns listade i Catalogue of Life.